# Родовища самородної сірки
Родовища самородної сірки є в Україні (Роздольське та інші у Львівській області), Туркменістані (пустеля Каракум), Поволжі (Куйбишевська область) і в інших районах.
В Україні родовища самородної сірки вперше відкрито 1887 на Керчинському півострові (Чокур-Кояцьке родовище), його експлуатацію розпочато 1928 (у 1930-их pp. річний видобуток 600–700 т), припинено 1941 через майже повне вичерпання сировини. 
У 1950-х відкрито Передкарпатський сірконосний басейн, найбагатший в Східній Європі, один з багатших у світі. У межах України (він залягає також на території Польщі й Румунії басейн простягається до 300 км завдовжки і 40 — 50 км завширшки. Поклади сірки залягають у шарах міоцену на глибині від 20 — 30 до 300–500 м; більшість їх можна добувати відкритим способом. Існує близько 20 родовищ сірки: найбільші з них: Роздільське (на його базі з 1958 працює потужний гірничо-хімічний комбінат), Немирівське, Язівське (на його базі діє Яворівський гірничо-хімічний комбінат), Любенське, Сороківське. Гуменецьке, Жидачівське, Подорожнянське, Товмацьке. Вміст сірки у сірчаній руді коливається від 14 до 27%. На Роздольському комбінаті застосовується автоклавовий витоп сірки, на Яворівському — підземний.